# St-Gorgon (Plovan)

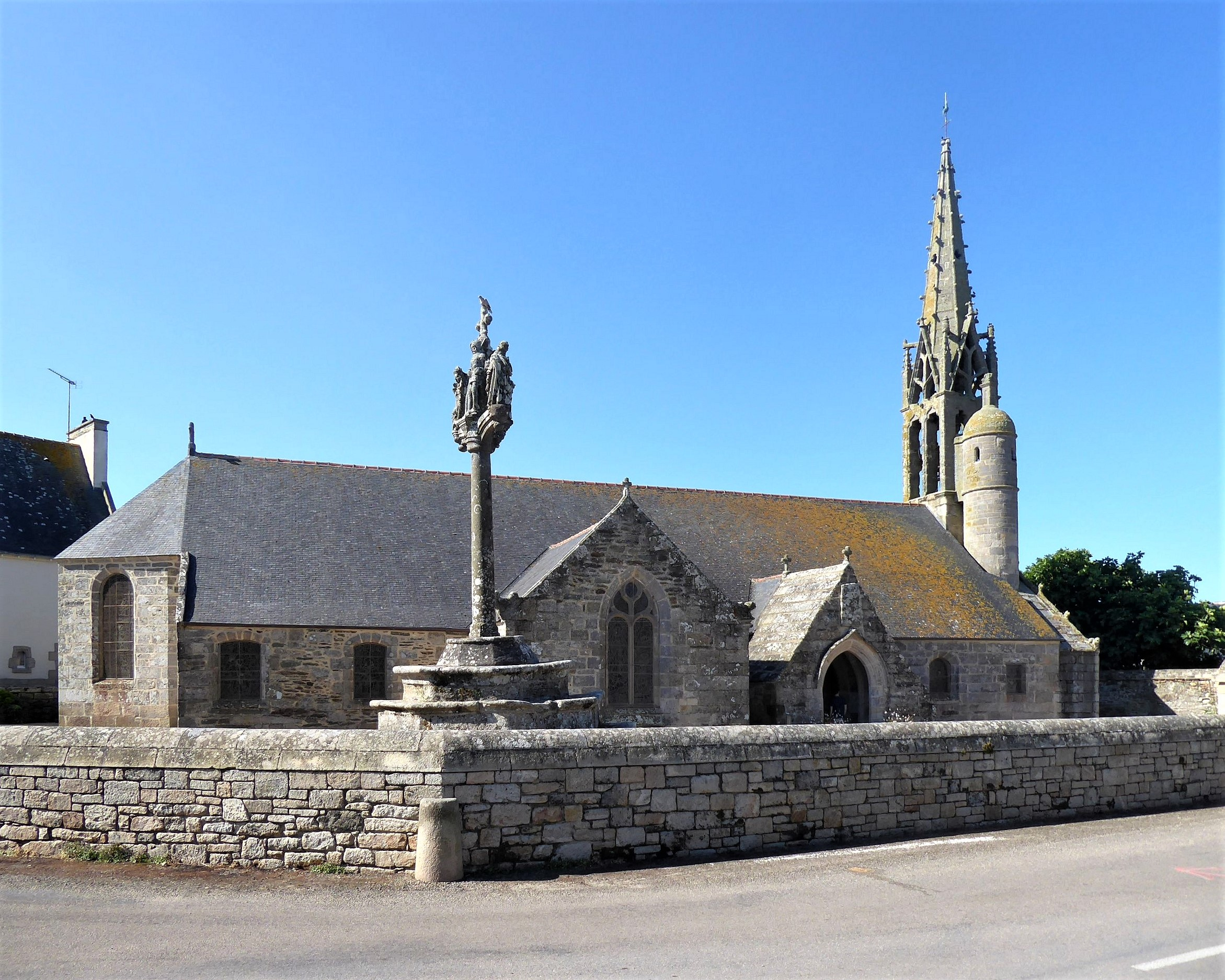
St-Gorgon mit Kalvarienberg

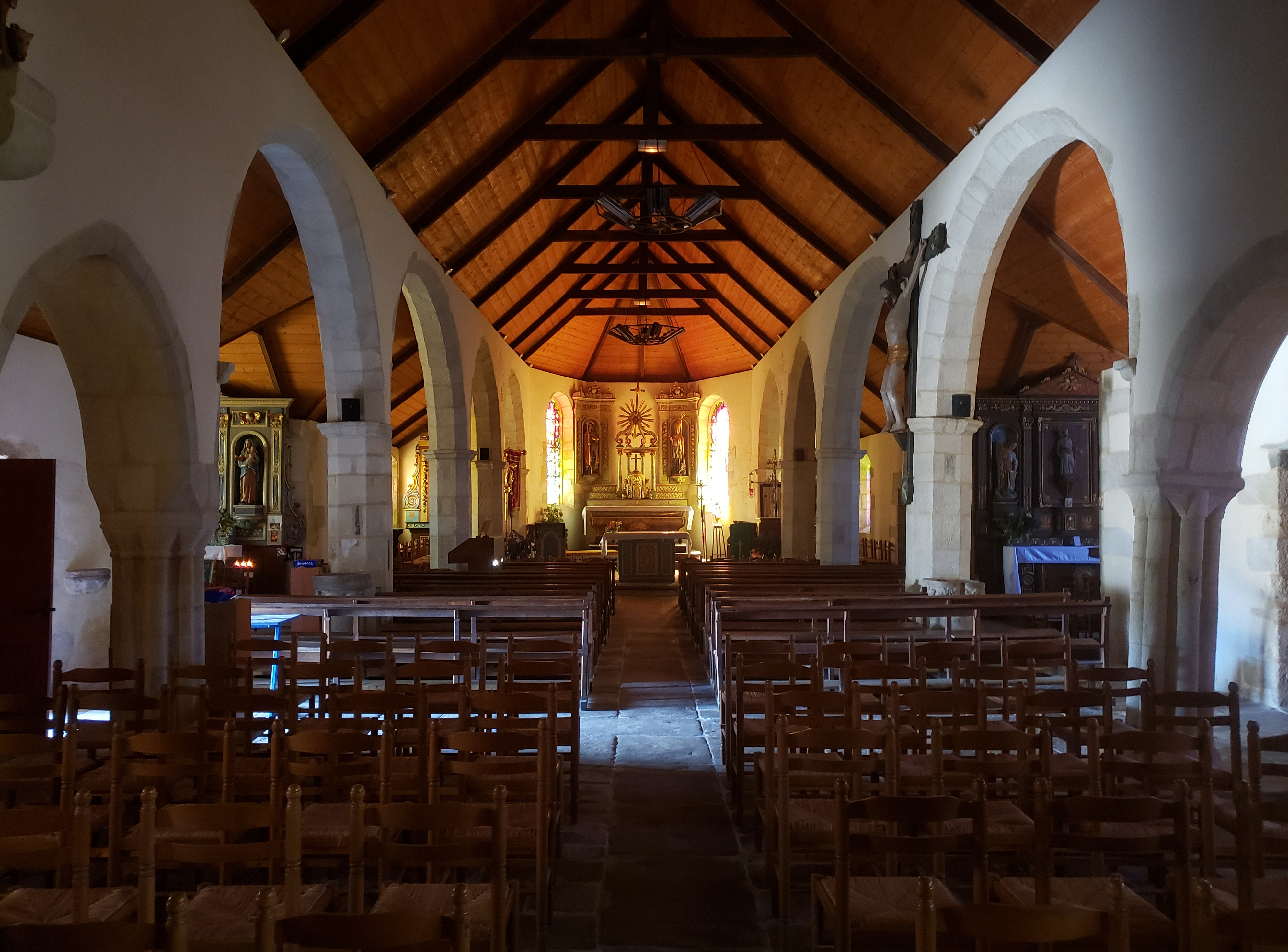
Blick durch das Langhaus

St-Gorgon ist eine römisch-katholische Kirche in Plovan im Département Finistère in der Bretagne. Der Turm der Kirche sowie der Kalvarienberg auf dem Kirchhof sind seit 1915 als Monument historique klassifiziert.

## Geschichte
Die im Kern mittelalterliche Kirche, die zu Ehren des heiligen Gorgonius von Rom geweiht ist, präsentiert sich in ihrer heutigen Baugestalt als Ergebnis einer großen Renovierungsmaßnahme im Jahr 1791. Die westlichen Teile des Langhauses stammen aus dem späten 13. Jahrhundert und entsprechen mit ihren Pfeilern, Kapitellen und romanischen Bögen der Bauschule von Pont-Croix. Die östlichen Bauteile sind spätgotisch. Der Westgiebel mit dem Glockenturm entstand im Stil der Flamboyantgotik um 1520. Im Inneren beherbergt die Kirche viele Ausstattungsstücke, die aus der zur Ruine gewordenen Chapelle de Languidou stammen.